# Trophée Jules-Verne
Ne doit pas être confondu avec Prix Jules-Verne.
Cet article concerne la course autour du monde en équipage. Pour la course en solitaire, voir Vendée Globe.

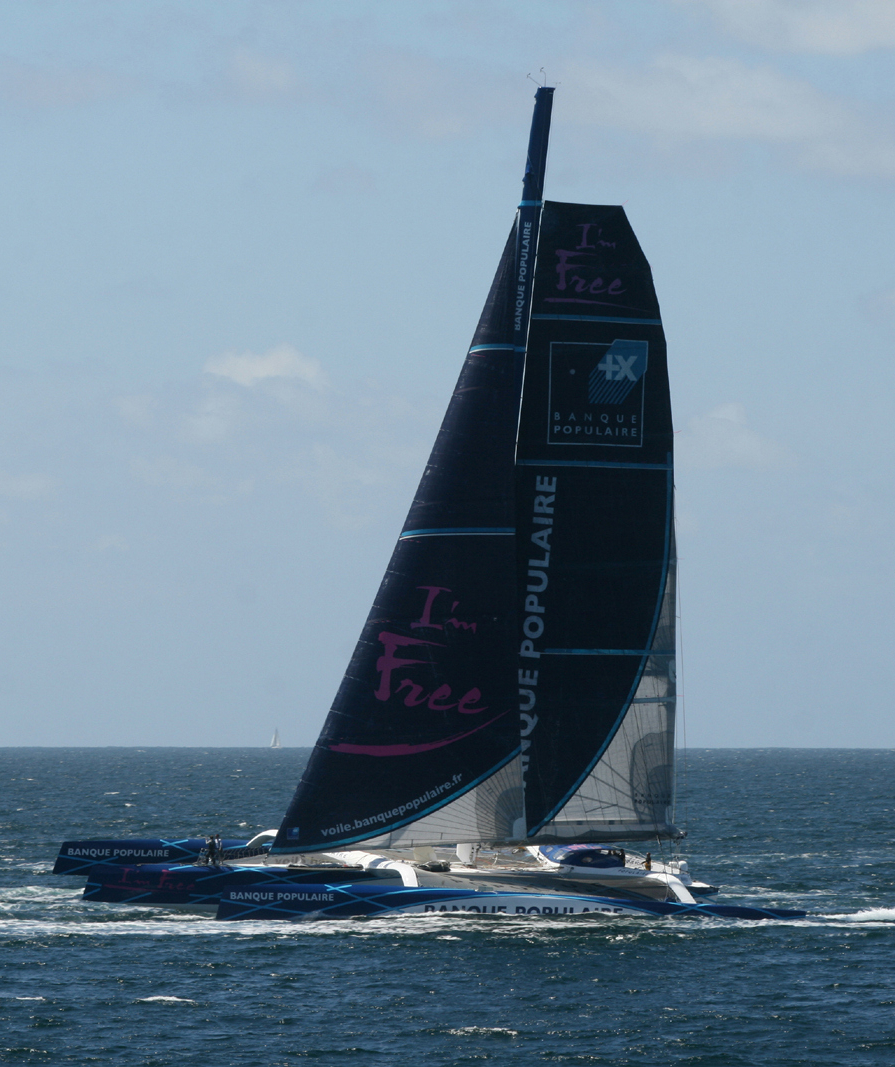
Maxi Banque Populaire V.

Le trophée Jules-Verne est un défi nautique qui récompense le tour du monde à la voile le plus rapide réalisé en équipage, sans escale et sans assistance sur une distance orthodromique de 21 760 milles marins (40 300 km).

## Origine

Parcours du Trophée Jules-Verne.

C'est en référence au Tour du monde en quatre-vingts jours de Jules Verne que le navigateur Yves Le Cornec en a l'idée. En 1990, sous l'impulsion de l'expérience réussie du Vendée Globe Challenge, et d'une évolution sans précédent dans la construction des multicoques, un collège de compétiteurs se réunit pour en définir les règles. L'objectif des 80 jours semble un défi réalisable. Un comité est chargé de garantir l'éthique de la compétition et le respect des règles. Il est composé de : Peter Blake, Florence Arthaud, Jean François Coste, Yvon Fauconnier, Gabriel Guilly, Robin Knox-Johnston, Titouan Lamazou, Yves Le Cornec, Bruno Peyron, Olivier de Kersauson, Didier Ragot. Ils fondent une association Tour du monde en 80 jours, présidée par Olivier de Kersauson. En août 1990, le cadre du défi est établi. Il s'agit de parcourir la distance minimale de la circonférence de la Terre à l'Équateur soit 21 760 milles marins (40 300 km) sur des navires propulsés par la seule force du vent. Deux ans plus tard, en octobre 1992, le trophée Jules-Verne est présenté dans les salons des yachts clubs de France, sous la présidence de Jack Lang, ministre d'État de la Culture. Les premières tentatives ont lieu en 1993, et le premier record est celui de Bruno Peyron et son équipage en 79 j 06 h 15 min, à bord du catamaran Commodore Explorer.

## Héritage: vers des tours du monde en solitaire
Depuis sa création, jusqu'à début 2022, il y a eu en tout trente-trois tentatives, dont neuf seulement ont été couronnées du trophée. En décembre 2016, environ 200 marins avaient tenté leur chance en solitaire et moins de 100 ont réussi à boucler le parcours, principalement en monocoque et dans le cadre du Vendée Globe.
Seuls 4 marins pionniers sont parvenus à boucler un tour du monde en multicoque solitaire sans escale et sans assistance : Francis Joyon, Ellen MacArthur, Thomas Coville et François Gabart.
Ils chevauchent des multicoques de plus en plus grands : 23 m pour Francis Joyon en 2004 et pour Ellen MacArthur en 2005, 27 m pour Francis Joyon en 2008, 27 m, 31 m pour Thomas Coville en 2016 puis 31 m pour François Gabart en 2017.
Franck Cammas a franchi un cap en pionnier en utilisant Groupama 3 (31,50 m de long) adapté en vue de la Route du Rhum 2010 dans une nouvelle classe ultime (multicoques de 18,28 m et plus). Groupama 3 renommé Idec Sport remportera à nouveau le trophée en 2017 avec Francis Joyon à la barre.
Thomas Coville fait le pari en 2013 d'adapter l'ex-Géronimo d'Olivier de Kersauzon, le raccourcissant à 31 m. Avec ce bateau renommé Sodebo Ultim' il bat en 2016 le record de distance parcourue en 24 heures : 714 milles à une moyenne de 29,75 nœuds. Il devient le premier marin à passer la barre des 700 milles parcourus sur cette durée et bat la même année en 49 j 3 h 7 min le précedent record du tour du monde à la voile en solitaire de Francis Joyon.
François Gabart à la suite de sa victoire dans le Vendée Globe 2013, s'engage lui aussi dans un projet Ultim avec Macif. Il gagne la Transat anglaise 2016, sa première victoire solitaire en multicoques. En 2016, il bat le record de Thomas Coville et devient le skipper le plus rapide en solitaire avec 784 milles parcourus en 24 heures. En 2017 François Gabart bat son propre record de vitesse établi lors de son tour du monde à la voile en 2017 avec 851 milles parcourus sur cette durée. Il devient ainsi le premier marin à passer la barre des 800 milles parcourus en solitaire sur 24 heures. Il réitère cet exploit à plusieurs reprises dans ce tour du monde, posant les fondations d'un record de vitesse moyenne sur l'eau toutes catégories. S'il ne bat pas le temps établi par Francis Joyon et son équipage, à la faveur d'une distance supérieure parcourue sur l'eau, il surpasse la vitesse moyenne de tous les équipages qui ont bouclé ce parcours à 27,2 nœuds de moyenne.
Le développement de cette classe Ultime de multicoques menés en solitaire laisse émerger un projet héritier du Trophée Jules-Verne de record de tour du monde. Quatre bateaux naviguent déjà fin 2016 : L'ancien Groupama 3 de 31,50 m, Le Sodebo Ultim' de Thomas Coville auréolé de son record du tour du monde, Macif de François Gabart de celui de son record de distance en 24 h, et l'ancien Sodebo de Thomas Coville, rénové et rebaptisé Actual Ultim de Yves Le Blevec. Deux bateaux sont mis à l'eau en 2017 : Banque Populaire IX pour Armel Le Cléac'h, ainsi que Gitana Team qui, à l'été 2017, met à l'eau Gitana 17, maxi trimaran foiler de 32 m. En 2017, la flotte des Ultim compte 6 concurrents.

### Création de la classe Ultimes 32/23

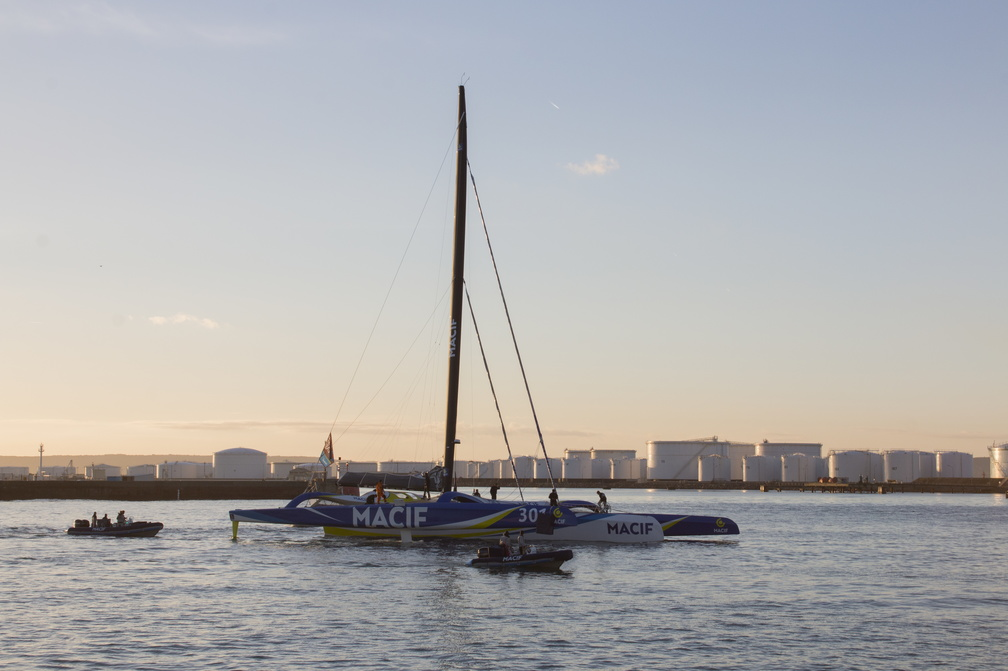
Macif quitte le port du Havre pour prendre le départ de la transat Jacques-Vabre 2015.

Vue arrière du Banque Populaire IX avant départ de la Route du Rhum 2018.

En juin 2015, un Collectif Ultim formé autour des équipes Team Banque populaire, Macif et Sodebo, décide que la longueur hors-tout devra être comprise entre 23 mètres (minimum) et 32 mètres (maximum), ce qui exclut les MOD 70 et Spindrift 2, proche des 40 mètres.
Trois bateaux naviguaient déjà fin 2016 : L'ancien Géronimo, devenu Sodebo Ultim' de Thomas Coville détenteur du record du tour du monde entre décembre 2016 et décembre 2017, Macif de François Gabart auréolé de son record de distance en 24 h et du record du tour du monde depuis décembre 2017, et l'ancien Sodebo de Thomas Coville, rénové et rebaptisé Actual Ultim d'Yves Le Blevec. Deux nouveaux bateaux ont été mis à l'eau en 2017 : Banque Populaire IX pour Armel Le Cléac'h lancé le 30 octobre, ainsi que Gitana Team avec son Gitana 17 trimaran foiler de 33 m, mis à l'eau en juillet.
À l'arrivée de son record autour du monde, fin 2016, Thomas Coville a déclaré souhaiter créer un projet de course inspirée du Vendée Globe pour les trimarans Ultimes à l'horizon 2019. Le projet prend forme avec Brest Ultim Sailing, chargé d'organiser Brest Océans, le premier Tour du Monde, en course, en solitaire et en multicoques. La jauge Classe Ultim 32/23 est créée (longueur maximale 32 mètres / largeur maximale 23 mètres), entérinée par la Fédération Française de Voile le 29 janvier 2018. Jacques Caraës a été choisi tout à la fois pour son expertise éprouvée en tant que directeur de course, son expérience nautique, notamment dans les mers australes, et la confiance qu’il inspire chez les marins.
La flotte des Ultimes 32/23 compte 6 concurrents en 2017, ils se présentent tous sur la ligne de départ de la Route du Rhum 2018. Les conditions météo difficiles des premiers jours éprouvent cruellement une flotte en cours de mise au point et de fiabilisation : les Ultimes de dernière génération, sont peut-être trop "extrêmes" pour la navigation en solitaire, trop optimisés pour le vol et pas assez polyvalents pour affronter les grosses mers où il n'est plus question de voler. Le bilan est lourd avec un chavirage pour Armel Le Cléac'h sur Banque populaire IX, ainsi que des avaries plus ou moins graves sur les ultimes de Sébastien Josse (abandon), Thomas Coville et François Gabart. Idec Sport, adapté et préparé au solo, amélioré et fiabilisé pendant 12 ans, encore remarquablement performant, avec à la barre Francis Joyon riche d'une longue expérience, coiffe François Gabart au finish avec 7 petites minutes d'avance.
Les incidents durant la Route du Rhum 2018 contraignent Brest Ultim Sailing à interroger toutes les parties prenantes sur la date du départ de Brest Océans, initialement prévue au départ de Brest, le 29 décembre 2019. Pour éviter une concurrence avec les autres courses engageant potentiellement les ultimes, et permettre la réparation/construction/mise au point des Ultimes 32/23, les différents acteurs envisagent alors un départ pour la fin 2021.

### Des équipages nombreux aux bateaux de solitaires menés en équipages réduits
Les maxi-multicoques qui ont battu le record avec des équipages de 14 personnes (Maxi Banque Populaire V) ou 10 personnes (Groupama 3), ont été adaptés à la navigation en solitaire : plan de voilure réduit, allègements drastiques, compromis adaptés au tour du monde en sacrifiant certaines allures... Les 2 exemples les plus remarquables sont sans doute l'ancien Géronimo, devenu Sodebo Ultim' de Thomas Coville détenteur du record du tour du monde en solitaire entre décembre 2016 et décembre 2017, et Groupama 3, conçu en 2004, détenteur du Trophée Jules Verne de 2009 à 2011, puis de 2016 à 2024, mais aussi triple vainqueur de la route du Rhum (en solitaire) en 2010, 2014 et 2018.
De ces adaptations successives sont nés des bateaux optimisés pour être menés en solitaire, plus légers, plus faciles à faire évoluer vers des foilers volants: Macif, Banque Populaire IX, Sodebo Ultim 3, Maxi Edmond de Rothschild.
Après le succès du tour du monde en solitaire de François Gabart sur Macif, en 2020 ont lieu les premières tentatives de conquête du Trophée Jules Verne en équipage réduit (6 à 8 personnes) sur les nouveaux foilers ultra-légers.
Le 24 novembre 2020, profitant d'une fenêtre météo qui laisse espérer un temps record au passage de l'Équateur, les ultimes Sodebo Ultim 3 et Maxi Edmond de Rothschild s'élancent à la conquête du Trophée Jules Verne. Tous deux reviennent à cause d'avaries, Maxi Edmond de Rothschild repart le 10 janvier 2021 après réparation pour une deuxième tentative, elle aussi avortée pour avarie de safran.

## Extraits du règlement de l'épreuve
| Préambule |
| Le « Trophée Jules-Verne » est unique et récompensera le concurrent qui aura établi ou amélioré le record du tour du monde à la voile. |
| Parcours |
| - Couper la ligne de départ définie par une ligne reliant le phare du Créac'h sur l'île d'Ouessant et le phare du cap Lizard. - Faire le tour du monde en laissant à bâbord le cap de Bonne-Espérance, le cap Leeuwin et le cap Horn. - Recouper la ligne définie ci-dessus en sens inverse. |
| Participants |
| Le trophée est ouvert à tout type de navires et d'équipage sans restriction. Les navires seront propulsés par la seule force du vent et de l'équipage et toute sorte d'énergie non propulsive sera autorisée.                                                                                |
| Source : Trophée Jules-Verne - Règlement |

## Palmarès
| Année | Temps            | Vitesse (nœuds) | Skipper                         | Nom du bateau           | Type de bateau | Équipage |
| ----- | ---------------- | --------------- | ------------------------------- | ----------------------- | -------------- | --- |
| 2017  | 40 j 23 h 30 min | 22,84           | Francis Joyon                   | Idec Sport              | Trimaran       | 6 personnes : Francis Joyon, Sébastien Audigane, Gwénolé Gahinet, Alex Pella, Clément Surtel, Bernard Stamm ; routeur à terre : Marcel Van Triest |
| 2012  | 45 j 13 h 42 min | 19,75           | Loïck Peyron                    | Maxi Banque Populaire V | Trimaran       | 14 personnes : Loïck Peyron, Juan Vila, Jean-Baptiste Le Vaillant, Kevin Escoffier, Xavier Revil, Florent Chastel, Fred Le Peutrec, Emmanuel Le Borgne, Thierry Duprey du Vorsent, Ronan Lucas, Yvan Ravussin, Brian Thompson, Pierre-Yves Moreau, Thierry Chabagny; routeur à terre : Marcel Van Triest |
| 2010  | 48 j 07 h 44 min | 18,76           | Franck Cammas                   | Groupama 3              | Trimaran       | 10 personnes : Franck Cammas, Fred Le Peutrec, Stève Ravussin, Lionel Lemonchois, Thomas Coville, Loïc Le Mignon, Ronan Le Goff, Bruno Jeanjean, Jacques Caraës, Stan Honey; routeur à terre : Sylvain Mondon                                                                                            |
| 2005  | 50 j 16 h 20 min | 17,89           | Bruno Peyron                    | Orange II               | Catamaran      | 14 personnes : Bruno Peyron, Roger Nilson, Lionel Lemonchois, Philippe Péché, Yann Eliès, Ronan Le Goff, Sébastien Audigane, Jacques Caraes, Florent Chastel, Yves Le Blevec, Jean-Baptiste Epron, Nicolas de Castro, Ludovic Aglaor, Bernard Stamm; routeur à terre : Eduardo Valderas                  |
| 2004  | 63 j 13 h 59 min | 15,72           | Olivier de Kersauson            | Géronimo                | Trimaran       | 11 personnes : Olivier de Kersauson, Didier Ragot, Yves Pouillaude, Antoine Deru, Philippe Laot, Pascal Blouin, Xavier Douin, Pierre Corriveaud, Xavier Briault, Armand Coursaudon, Franck Ferey; routeur à terre : Pierre Lasnier                                                                       |
| 2002  | 64 j 08 h 37 min | 15,54           | Bruno Peyron                    | Orange                  | Catamaran      | 13 personnes : Bruno Peyron, Gilles Chiori, Hervé Jan, Nick Moloney, Yann Eliès, Benoît Briand, Sébastien Josse, Ronan Le Goff, Jean-Baptiste Epron, Florent Chastel, Vladimir Dzada-Lyndis, Yves Le Blevec, Philippe Péché                                                                              |
| 1997  | 71 j 14 h 22 min | 13,97           | Olivier de Kersauson            | Sport-Elec              | Trimaran       | 7 personnes : Olivier de Kersauson, Didier Gainette, Hervé Jan, Michel Bothuon, Yves Pouillaude, Thomas Coville, Marc le Fur; routeur à terre : Bob Rice |
| 1994  | 74 j 22 h 17 min | 13,35           | Peter Blake Robin Knox-Johnston | Enza New Zealand        | Catamaran      | 8 personnes : Peter Blake, Robin Knox-Johnston, George Johns, David Alan-Williams, Don Wright, Ed Danby, Angus Buchanan, Barry McKay; routeur à terre : Bob Rice |
| 1993  | 79 j 06 h 15 min | 12,62           | Bruno Peyron                    | Commodore Explorer      | Catamaran      | 5 personnes : Bruno Peyron, Olivier Despaigne, Marc Vallin, Jacques Vincent, Cam Lewis |

## Tentatives infructueuses
| Année | Skipper                          | Nom du bateau             | Notes                                                                                 |
| ----- | -------------------------------- | ------------------------- | ------------------------------------------------------------------------------------- |
| 2025  | Thomas Coville                   | Sodebo Ultim 3            | Avarie de safran entre les Kerguelen et le Cap Leeuwin                                |
| 2024  | Thomas Coville                   | Sodebo Ultim 3            | Avarie de safran en approche de l'Équateur                                            |
| 2024  | François Gabart                  | SVR-Lazartigue            | Avarie de foil entre les Açores et le Cap Vert                                        |
| 2021  | Franck Cammas Charles Caudrelier | Maxi Edmond de Rothschild | Avarie de safran après le Cap en avance sur le record après 12 jours                  |
| 2020  | Thomas Coville                   | Sodebo Ultim 3            | Avarie de safran                                                                      |
| 2020  | Franck Cammas Charles Caudrelier | Maxi Edmond de Rothschild | Abandon au 3e jour : choc avec OFNI qui endommage safran et foil babords              |
| 2019  | Yann Guichard                    | Spindrift 2               | Casse de la mèche du safran tribord                                                   |
| 2018  | Yann Guichard                    | Spindrift 2               | Démâtage avant le passage de la ligne de départ                                       |
| 2016  | Francis Joyon                    | Idec Sport                | Abandon à 1 semaine du départ de Brest                                                |
| 2015  | Francis Joyon                    | Idec Sport                | Terminé, record non battu                                                             |
| 2015  | Yann Guichard                    | Spindrift 2               | Terminé, record non battu 47 jours 10 heures 59 minutes                               |
| 2011  | Pascal Bidégorry                 | Maxi Banque Populaire V   | Rupture de la dérive Atlantique sud par 45° S au 12e jour de course                   |
| 2009  | Franck Cammas                    | Groupama 3                | Ouessant-équateur:5 j 15 h 23 min (record) Rupture du bras de flotteur Afrique du Sud |
| 2008  | Franck Cammas                    | Groupama 3                | Chavirage le 18 février 2008 au large de la Nouvelle-Zélande                          |
| 2004  | Bruno Peyron                     | Orange II                 | Flotteur tribord endommagé îles du Cap-Vert                                           |
| 2004  | Bruno Peyron                     | Orange II                 | Abandon en Espagne                                                                    |
| 2004  | Olivier de Kersauson             | Géronimo                  | Gennakers endommagés, Atlantique Nord                                                 |
| 2003  | Olivier de Kersauson             | Géronimo                  | Terminé, record non battu                                                             |
| 2003  | Ellen MacArthur                  | Kingfisher 2              | Démâtage au sud-est des îles Kerguelen                                                |
| 2002  | Olivier de Kersauson             | Géronimo                  | Gouvernail endommagé, Brésil                                                          |
| 2002  | Bruno Peyron                     | Orange                    | Mât endommagé, Ouessant                                                               |
| 1998  | Tracy Edwards                    | Royal & SunAlliance       | Démâtage                                                                              |
| 1996  | Olivier de Kersauson             | Sport-Elec                | Terminé, record non battu                                                             |
| 1995  | Olivier de Kersauson             | Sport-Elec                | Conditions météorologiques extrêmes                                                   |
| 1994  | Olivier de Kersauson             | Lyonnaise des Eaux-Dumez  | Terminé, record non battu                                                             |
| 1993  | Peter Blake Robin Knox-Johnston  | Enza New Zealand          | Coque endommagée, océan Indien                                                        |
| 1993  | Olivier de Kersauson             | Charal                    | Coque endommagée, sud du Cap                                                          |

## Historique des tentatives

### Chronologie

#### 1993
En 1993, trois bateaux s'élancent à l'assaut du trophée :
- le trimaran Charal (ex-Poulain) d'Olivier de Kersauson ;
- le catamaran Enza New Zealand (ex-Formule Tag) de Peter Blake et Robin Knox-Johnston ;
- le catamaran Commodore Explorer de Bruno Peyron.

Au large du Cap, Charal entre en collision avec un iceberg et doit abandonner. Enza New Zealand doit également abandonner sur avarie dans l'océan Indien.
Le 20 avril, Bruno Peyron boucle le premier tour du monde en 79 j 6 h 15 min 56 s et devient ainsi le premier détenteur du trophée Jules-Verne.

#### 1994
En 1994, deux bateaux partent pour un tour du monde :
- le catamaran Enza New Zealand de Peter Blake et Robin Knox-Johnston ;
- le trimaran Lyonnaise des Eaux-Dumez (ex-Charal) d'Olivier de Kersauson.

Le 16 janvier, Peter Blake et Robin Knox-Johnston repartent pour une nouvelle tentative et battent le record en coupant la ligne d'arrivée le 1er avril en 74 j 22 h et 17 min, améliorant le record de Bruno Peyron de 4 jours et 8 heures.
Quelques jours plus tard, Olivier de Kersauson finit son tour du monde en 77 jours et 5 heures, améliorant également le record de Bruno Peyron sans toutefois parvenir à décrocher le trophée.

#### 1995 et 1996
Olivier de Kersauson repart sur Sport-Elec (ex-Lyonnaise des Eaux-Dumez) pour deux tentatives qui échouent, la première en raison des conditions météorologiques adverses et la deuxième en raison d'un retard trop important.

#### 1997
Le 6 mars, Olivier de Kersauson sur le trimaran Sport-Elec repart pour la 5e fois sur le parcours du Trophée Jules-Verne, qu'il remporte pour la première fois en améliorant le record de plus de trois jours avec un temps de 71 j 14 h 22 min.

#### 1998
Tracy Edwards tente le trophée Jules-Verne avec un équipage féminin sur le catamaran Royal & SunAlliance (ex-Enza New Zealand). La tentative échoue lorsque le bateau démâte au large du cap Horn.

#### 2002
Deux skippers repartent pour améliorer le précédent record :
- Bruno Peyron sur le catamaran Orange (ex-Innovation Explorer) ;
- Olivier de Kersauson sur le trimaran Géronimo.

Le 14 février, Bruno Peyron part pour une première tentative rapidement arrêtée lorsque la tête de mât se brise quelques heures après le départ. Le 17 février, Olivier de Kersauson part pour sa tentative. Il abandonne au large du Brésil sur une avarie de safran. Le même jour que l'abandon de Géronimo, Bruno Peyron repart avec un mât rapidement réparé. Pour la deuxième fois, il décroche le trophée, améliorant le précédent record de plus d'une semaine, en 64 j 8 h 37 min.

#### 2003
Ellen MacArthur tente le trophée Jules-Verne sur Kingfisher 2 (ex-Orange). Elle abandonne lorsqu'elle démâte dans l'océan Indien. Olivier de Kersauson finit un tour du monde sur Géronimo mais ne parvient pas à améliorer le record.

#### 2004
Deux bateaux partent pour reconquérir le trophée :
- Olivier de Kersauson sur le trimaran Géronimo ;
- Bruno Peyron sur le catamaran Orange II.

Bruno Peyron part deux fois, sa première tentative ayant été avortée après la rupture de la crash-box de son étrave tribord. Sa deuxième tentative s'arrête près du Cap-Vert à la suite d'une voie d'eau dans le flotteur tribord.
Après une première tentative avortée à la suite d'avaries de voile, c'est Olivier de Kersauson et l'équipage de Géronimo qui, après un deuxième départ, s'emparent à nouveau du Trophée Jules-Verne en bouclant le périple en 63 j 13 h 59 min.
Par ailleurs, cette année 2004, au mois d'avril, Steve Fossett sur Cheyenne établit un nouveau record du tour du monde à la voile en 58 j 9 h 32 min 45 s, mais celui-ci ne s'est pas fait dans les conditions de participation au trophée Jules-Verne.

#### 2005
Le 16 mars, Bruno Peyron sur le catamaran Orange II reprend son record à Olivier de Kersauson en établissant le temps de 50 j 16 h 20 min. Il améliore en même temps le record du tour du monde à la voile de Steve Fossett de plus de 7 jours et 17 heures.

#### 2008
Le 24 janvier, Franck Cammas s'élance sur le trimaran Groupama 3 pour tenter de battre le record de Bruno Peyron. Son bateau chavire le 18 février au large de la Nouvelle-Zélande. À ce moment de la course, il avait un jour d'avance sur le temps du record.

#### 2009
Le 5 novembre, Franck Cammas s'élance à nouveau sur le trimaran Groupama 3 pour tenter de battre le record de Bruno Peyron. Le 16 novembre, la liaison entre le bras arrière et le flotteur bâbord cède sous les contraintes d'une navigation à plus de 25 nœuds de moyenne. Groupama 3 et son équipage abandonnent cette tentative et rejoignent Le Cap où le bateau sera réparé.

#### 2010
Le 31 janvier, Franck Cammas et son équipage partent sur Groupama 3 pour une nouvelle tentative.
Ils coupent la ligne d'arrivée le samedi 20 mars 2010, battant ainsi le précédent record d'un peu plus de deux jours. Le nouveau record du trophée Jules-Verne est désormais de 48 j 7 h 44 min 52 s. Sa moyenne sur l'orthodromie était de 18,76 nœuds (34,74 km/h), mais de 24,59 nœuds (45,54 km/h) sur la navigation complète de 28 523 milles nautiques parcourus.

#### 2011
Pascal Bidégorry et ses hommes franchissent la ligne de départ le samedi 22 janvier 2011 à 12 h 11 (heure française) à bord du Maxi Banque Populaire V. Il met un terme à sa tentative, le 5 février 2011 à 12 h, à la clôture du jour 14, à la suite de la rupture de la dérive centrale, au milieu de l'Atlantique sud (45° S).
Le même navire repart le 22 novembre à 9 h 31, emmené cette fois par Loïck Peyron et treize équipiers. La cellule pensante est composée du skipper Loïck Peyron, du navigateur Juan Vila, et du routeur à terre Marcel Van Triest. Il termine son tour le 6 janvier 2012 à 23 h 14, après 45 j 13 h 42 min 53 s, de navigation, soit une moyenne de 19,75 nœuds (36,58 km/h) sur l'orthodromie mais de 26,5 nœuds (49,08 km/h) sur la navigation complète de 28 965 milles nautiques parcourus. Le record est amélioré de 2 jours et 18 heures. Lors de ce tour du monde, le Maxi Banque Populaire V a enregistré une pointe à 48,38 nœuds, alors barré par Thierry Chabagny.

#### 2015
Ce sont deux maxi-trimarans qui s'attaquent au trophée le dimanche 22 novembre :
- l'Idec Sport de Francis Joyon avec cinq équipiers franchit la ligne de départ fictive à 02 h 02 UTC ;
- le Maxi Spindrift 2 de Dona Bertarelli et Yann Guichard passe avec douze autres marins la ligne à 04 h 01 UTC.

Le 27 novembre 2015, Spindrift 2 bat le record Ouessant-équateur (hors WSSRC) entre la ligne de départ du trophée Jules-Verne (Ouessant) jusqu'à la latitude de l'équateur.
Le vendredi 11 décembre à 23 h 40, Idec Sport bat le Record de la Traversée de l’océan Indien entre le cap des Aiguilles (Afrique du Sud) et le cap Leeuwin (Australie), l’équipage de Francis Joyon n’a mis que 5 j 11 h 23 min.
Le samedi 12 décembre, les deux voiliers battent successivement le record de la traversée de l’océan Indien (officiel WSSRC) entre le cap des Aiguilles (Afrique du Sud) et le cap du Sud-Est (Tasmanie) homologué par le WSSRC :
- Spindrift 2 en 8 j 4 h 45 min
- Idec Sport en 7 j

Le mardi 22 décembre à 08h09 UTC, Spindrift 2 franchit la longitude du cap Horn avec une avance de 18 heures 07 minutes sur le précédent record.
Les deux bateaux n'améliorent pas le record :
Spindrift 2 termine en 47 j 10 h 59 min.
Idec Sport termine en 47 j 14 h 47 min.

#### 2016
Francis Joyon prend possession du trimaran le 2 octobre 2015, après trois semaines de chantier chez Multiplast, à Vannes. Il fait le choix d'une configuration intermédiaire entre la puissance initiale et le gréement réduit pour des courses en solitaire. Plus proche de la légèreté, de la simplicité, de l'ergonomie et de la fiabilité recherchée en solitaire, au prix d'une moindre polyvalence en particulier dans le petit temps, les choix de Joyon paieront lors de ses deux passages dans les mers du sud fin 2015 puis fin 2016, avec de nombreux records à la clé.
Avec un équipage réduit à six personnes, dont le Suisse Bernard Stamm, Idec Sport se présente en challenger pour remporter le trophée, détenu par Loïck Peyron en 45 jours, 13 heures, 42 minutes et 53 secondes.
Après une tentative en novembre 2016, avec une météo peu favorable dans le pot au noir et l'atlantique sud, et un choc qui endommage légèrement sa dérive, Joyon repart le 16 décembre 2016 à la conquête du trophée. Il arrive le 26 janvier 2017 avec un nouveau record du tour du monde à la voile en équipage en 40 j 23 h 30 min 30 s.
Lors de leur tentative de 2016 dans le cadre du Trophée Jules-Verne, Francis Joyon et son équipage battent de nombreux records intermédiaires : quatre sont officialisés et font l’objet de records dûment certifiés par le WSSRC.

#### 2018
Depuis le 6 novembre 2017, le maxi-trimaran Spindrift 2 de Yann Guichard attend une fenêtre météorologique à La Trinité-sur-Mer puis à Brest pour s'élancer :
- faux départ le 9 janvier 2018, le bateau retourne sur Brest à la suite de la dégradation de la fenêtre météo[48],
- le 15 janvier 2018, avec trente nœuds de vent et trois bons mètres de creux, le bateau démâte avant le passage de la ligne de départ, au Sud de la Pointe Saint-Mathieu ; il est remorqué vers Brest[21],[49].

#### 2019
Le mercredi 16 janvier 2019, le maxi-trimaran Spindrift 2 de Yann Guichard s'élance au large de Brest avec 11 équipiers. Yann Guichard réalise un nouveau record au passage de l'équateur en 4 jours 19 h 57 min, et grâce à des conditions météo favorable aligne 4812,1 milles du 11e au 16e jour soit 802 milles/jour pendant 6 jours consécutifs. Après 16 jours de course, le vendredi 1er février 2019, à la suite d'une casse de la mèche du safran tribord dans l'océan Indien, à 1200 milles du cap Leeuwin, et ne pouvant assurer la réparation, entraînant une incapacité à barrer le bateau dans des conditions de performance et de sécurité, Yann Guichard annonce l'abandon de la tentative du record. Le trimaran se dirige vers l'Australie.

#### 2020
Le mardi 24 novembre 2020, profitant d'une fenêtre météo qui laisse espérer un temps record au passage de l'Équateur, les ultimes Sodebo Ultim 3 (lancé en 2019) et Maxi Edmond de Rothschild (nommé Gitana 17 à son lancement en 2017) s'élancent à la conquête du Trophée Jules Verne. Alors que les précédents détenteur du trophée Jules Verne avaient été conçus pour des équipages de 10 personnes (Groupama 3 en 2009), voire 14 personnes (Maxi Banque Populaire V en 2011), Sodebo Ultim 3 et Maxi Edmond de Rothschild sont conçus pour la navigation en solitaire ou en duo et poursuivent la voie tracée par Francis Joyon sur Idec Sport (conçu en 2004, modifié en 2015), et François Gabart sur Macif (lancé en 2015).
Le 27 novembre 2020, après trois jours de mer, en tenant une moyenne de près de 800 milles/24 h sur le fond et alors qu'ils avaient une avance de plus de 200 milles sur le record de Francis Joyon, Franck Cammas et Charles Caudrelier, annoncent leur décision de rentrer vers leur port d’attache à cause d'avaries consécutives à un choc avec un OFNI. Faire demi-tour leur permet d'espérer réparer pour se remettre très vite en stand-by et repartir à la conquête du Trophée Jules Verne. Quatre ans plus tôt, jour pour jour, Francis Joyon faisait également demi-tour, avant de repartir 19 jours plus tard pour un record qui tient toujours.
Avec une avance légèrement supérieure, Sodebo Ultim 3 affiche une pointe à 48,9 nœuds. Thomas Coville déclare : « ce n’est pas l’objectif, on essaie plutôt d’avoir des vitesses moyennes élevées qui n’altèrent pas le bateau. Il faut tout le temps avoir en tête le compromis entre la performance et l’usure du matériel, c’est à moi qu’incombe cette responsabilité, donc je ne pousse pas forcément les gars à aller très vite, parce que le risque est de brusquer le bateau et de fatiguer autant le matériel que l'équipage. »
Le 5 décembre, Thomas Coville, sur Sodebo Ultim 3, a parcouru 889,9 milles en 24 h (37,1 nœuds de moyenne). Ils engrangent jusqu'à 700 milles d'avance sur le record de Joyon. Leur moyenne baisse légèrement à un moment où Idec Sport avait aligné des journées extraordinaires et l'avance de Sodebo Ultim 3 fond jusqu'au 11 décembre, jour où Thomas Coville annonce qu'une avarie de safran non réparable les contraint à renoncer à leur tentative.

#### 2021
Après une tentative avortée 6 semaines auparavant, Maxi Edmond de Rothschild repart pour une deuxième tentative le dimanche 10 janvier 2021. Dans un scénario de début de course qui ressemble à celui du tour du monde record de Francis Joyon 4 ans plus tôt, Franck Cammas saute sur le dos de la dépression annoncée par les prévisions au large des côtes du Brésil et aligne des journées à plus de 800 milles (33 noeuds de moyenne). Ils battent 4 records en doublant les 2 caps de la pointe de l'Afrique du Sud.
Les nouveaux temps de référence au cap de Bonne Espérance sont : 11 j 09 h 53 min depuis Ouessant et 5 j 20 h 39 min depuis l'Équateur.
Les nouveaux temps de référence au cap des Aiguilles sont : 11 j 14 h 03 min depuis Ouessant et 6 j 0 h 49 min depuis l'Équateur.
Leur meilleure journée culmine alors à 847,6 milles (35,3 noeuds).
Au 13e jour de course, alors que Maxi Edmond de Rothschild affiche 860 milles d'avance sur le tableau de marche du record de Francis Joyon, l'équipage annonce le 22 janvier 2021 l'abandon de la tentative sur avarie de safran irréparable en mer. Après sa victoire à la Transat Jacques-Vabre le 23 novembre 2021, une nouvelle tentative sur le trophée Jules-Verne sera au programme, mais un choc avec un OFNI survenu lors du convoyage retour vers Lorient endommage la dérive de Maxi Edmond de Rothschild ce qui conduit l'équipe à annoncer un report du projet en fin d'année 2022.

### Récapitulatif des records intermédiaires
| Parcours                 | Date | Temps           | Skipper            | Équipage     | Bateau           |
| ------------------------ | ---- | --------------- | ------------------ | ------------ | ---------------- |
| Ouessant-Équateur        | 2019 | 4 j 19 h 57 min | Yann Guichard      | 14 personnes | Maxi Spindrift 2 |
| Équateur-Bonne espérance | 2024 | 5 j 17 h 21 min | Charles Caudrelier | Solitaire    | Gitana 17        |
| Océan Indien WSSRC       | 2016 | 5 j 21 h 09 min | Francis Joyon      | 06 personnes | Idec Sport       |
| Océan Pacifique WSSRC    | 2017 | 7 j 15 h 15 min | François Gabart    | Solitaire    | Macif            |
| Cap Horn-Équateur        | 2017 | 6 j 22 h 15 min | François Gabart    | Solitaire    | Macif            |
| Équateur-Ouessant        | 2017 | 5 j 19 h 21 min | Francis Joyon      | 06 personnes | Idec Sport       |

Les meilleurs temps de passage sont partagés entre 4 bateaux:
- Maxi Banque Populaire V, conçu en 2006, mis à l’eau en 2008 devenu Maxi Spindrift 2 en 2013
- Groupama 3, conçu en 2004, mis à l’eau en 2006 devenu Idec Sport en 2015
- Macif, conçu en 2013, mis à l’eau en 2015 et mené essentiellement en solitaire par François Gabart
- Gitana 17, conçu en 2014, mis à l’eau en 2017

Les simulations sur les multicoques volants de la Classe Ultime laissent espérer en 2024 un temps de l'ordre de 35 jours pour le trophée Jules Verne, soit 6 jours de mieux que le record établi en 2017 par Francis Joyon sur Idec Sport. C'est mieux que l'addition des temps cumulés des records des différents parcours intermédiaires, 36,8 jours, mais cohérent avec le fait que les ultimes de dernière génération ont prouvé sur les océans un potentiel sensiblement supérieur aux navires qui détiennent ces records intermédiaires.

### Meilleures progressions journalières en course
| Année             | Distance (milles) | Vitesse (nœuds) | Skipper              | Bateau             | Type de bateau | Équipages    |
| ----------------- | ----------------- | --------------- | -------------------- | ------------------ | -------------- | ------------ |
| 2016 (décembre)   | 894               | 37,25           | Francis Joyon        | Idec Sport         | Trimaran       | 6 personnes  |
| 2020 (5 décembre) | 889,9             | 37,08           | Thomas Coville       | Sodebo Ultim 3     | Trimaran       | 8 personnes  |
| 2011 (décembre)   | 811               | 33,79           | Loïck Peyron         | Banque Populaire V | Trimaran       | 14 personnes |
| 2010 (février)    | 798               | 33,25           | Franck Cammas        | Groupama 3         | Trimaran       | 10 personnes |
| 2005 (mars)       | 689               | 28,72           | Bruno Peyron         | Orange II          | Catamaran      | 14 personnes |
| 2004 (mars)       | 608               | 25,33           | Olivier de Kersauson | Géronimo           | Trimaran       | 7 personnes  |
| 1993 (avril)      | 507               | 21,13           | Bruno Peyron         | Commodore Explorer | Catamaran      | 5 personnes  |

### Records de Joyon du Trophée Jules-Verne 2016-2017
Lors de leur tentative de 2016 dans le cadre du Trophée Jules-Verne, Francis Joyon et son équipage battent le record jusqu’alors détenu par Loïck Peyron et l’équipage du maxi trimaran Banque Populaire V, ainsi que de nombreux records intermédiaires : quatre sont officialisés et font l’objet de records dûment certifiés par le WSSRC.
En 2022, Francis Joyon devient le plus long détenteur de l’histoire du Trophée Jules Verne.
Reprise et optimisation de Groupama 3
Francis Joyon prend possession du trimaran le 2 octobre 2015, après trois semaines de chantier chez Multiplast, à Vannes. Il fait le choix d'une configuration intermédiaire entre la puissance initiale et le gréement réduit pour des courses en solitaire. Plus proche de la légèreté, de la simplicité, de l'ergonomie et de la fiabilité recherchée en solitaire, au prix d'une moindre polyvalence en particulier dans le petit temps, les choix de Joyon paieront lors de ses deux passages dans les mers du sud fin 2015 puis fin 2016, avec de nombreux records à la clé.
Contexte des nombreux records battus
Ils réalisent une traversée très rapide des mers du sud et notamment de l'océan Indien, parcourant 8 091,73 milles en 10 jours, soit 809 milles par jour. Cet épisode a commencé à l'avant du front d'une dépression qui s'est déplacée à une vitesse correspondant au potentiel du bateau depuis le large de l'Amérique du Sud jusqu'à l'océan Pacifique. Pendant 12 jours, le vent reste orienté sur l’arrière bâbord du bateau, soufflant en permanence à plus de 30 nœuds, une configuration idéale pour les records de vitesse. Selon l’état de la mer, les vitesses de pointe oscillent entre 38 et 44 nœuds. Du fait d'une mer creuse et mal rangée, leur vitesse redescend temporairement (29 nœuds et 700 milles/24 h) avant une nouvelle accélération les faisant repasser au-dessus de la barre des 800 milles parcourus quotidiennement.
Après avoir dépassé la Nouvelle-Zélande et l'antiméridien, navigué bâbord amures sur 205 degrés de longitude (de 25 degrés ouest à l'antiméridien) dans les mers du sud, Francis Joyon et son équipage finissent par empanner dans la transition entre deux dépressions, et parviennent à rattraper le système météo qui les précède sur l'océan Pacifique, repartant à plus de 30 nœuds de moyenne journalière vers le cap Horn.
Francis Joyon double le Cap Horn, 16 jours après avoir accroché la première dépression au large de l'Amérique du Sud, et après une trajectoire de près de 12 000 milles au-dessus de 30 nœuds de moyenne (730,16 milles/24 h sur 16 jours contre). Il signe alors une progression des performances entre 30 et 40 % par rapport au record à battre de Loïck Peyron cinq ans plus tôt. Quittant les mers du sud avec une avance de 4 jours 6 heures 35 minutes sur le précédent record de Loïck Peyron, Francis Joyon et son équipage ont repris l'équivalent de 2 800 milles, soit une moyenne de 150 milles de mieux par jour que le record précédent à l'occasion de cet épisode.
Les conditions météorologiques ont permis d'optimiser le parcours: 26 412 milles couverts sur le fond, à la moyenne de 26,85 noeuds, pour une route théorique de 22 461 milles nautiques. Banque Populaire V, lui, avait du couvrir quasiment 2 600 milles de plus (29 002 milles).
Il arrive le 26 janvier 2017 avec un nouveau record du tour du monde à la voile en équipage en 40 jours 23 heures 30 minutes et 30 secondes.
Records de distance parcourue battus pendant la campagne
Alors que la meilleure journée du précédent record de Loïck Peyron fut l'unique journée au-dessus de 800 milles de son record (811 milles sur 24 heures, soit 33,79 nœuds de moyenne), Francis Joyon maintient une vitesse au-dessus des 800 milles quotidiens pendant 10 jours consécutifs.
Il améliore ainsi un grand nombre de record de progression par un voilier sur une période donnée :
| Référence                      | Date de début               | Distance (milles) | Vitesse (nœuds) | Vitesse (milles/24 h) |
| ------------------------------ | --------------------------- | ----------------- | --------------- | --------------------- |
| Meilleure journée              |                             | 0 894             | 37,3            | 894                   |
| Meilleures 48 h                | 28 décembre 2016 3 h 30 UTC | 01 748,2          | 36,42           | 874,1                 |
| Meilleures 72 h                | 30 décembre 2016 3 h 30 UTC | 02 617,7          | 36,36           | 872,57                |
| 4 meilleurs jours consécutifs  | 27 décembre 2016 3 h 30 UTC | 03 477,4          | 36,22           | 869,35                |
| 5 meilleurs jours consécutifs  | 27 décembre 2016 12 h UTC   | 04 312,57         | 35,94           | 862,51                |
| 6 meilleurs jours consécutifs  | 27 décembre 2016 0 h UTC    | 05 104,16         | 35,45           | 850,7                 |
| 8 meilleurs jours consécutifs  | 26 décembre 2016 18 h UTC   | 06 525,14         | 33,99           | 815,64                |
| 10 meilleurs jours consécutifs | 26 décembre 2016 18 h UTC   | 08 091,73         | 33,71           | 809,17                |
| 12 meilleurs jours consécutifs | 26 décembre 2016 18 h UTC   | 09 369,03         | 32,53           | 780,75                |
| 16 meilleurs jours consécutifs | 26 décembre 2016 18 h UTC   | 11 682,62         | 30,42           | 730,16                |

Les données ci-dessus proviennent du site officiel d'Idec sport mais la page n'est plus accessible.
Autres records battus pendant la campagne
- Record de la remontée de l'Atlantique Nord : 5 j 19 h 21 min (7 j 10 h 58 min ou 25 % de plus pour Loïck Peyron lors du record de 2011)

### Autres performances notables
Lors de son record du Trophée Jules-Verne en 2009-2010, le trimaran Groupama 3 aux mains de Franck Cammas a parcouru 798 milles nautiques en 24 h le 13 février 2010 à 17 h TU, affichant 17 jours à plus de 600 milles et 10 jours à plus de 700 milles.
Lors de son record du Trophée Jules-Verne en 2011-2012, le Maxi Banque Populaire V aux mains de Loïck Peyron a parcouru 811.70 milles nautiques en 24 h le 3 décembre 2011 à 11h45 TU, affichant 28 jours à plus de 600 milles, 9 jours à plus de 700 milles et 1 jour à plus de 800 milles.
Lors de son record du Trophée Jules-Verne en 2016-2017, le trimaran Idec Sport aux mains de Francis Joyon a parcouru 894 milles nautiques en 24 h, affichant 22 jours à plus de 600 milles, 12 jours à plus de 700 milles et 8 jours à plus de 800 milles
Lors de la tentative avortée de 2019, Yann Guichard réalise sur le Maxi Spindrift 2 un nouveau record au passage de l'équateur en 4 jours 19 h 57 min, et grâce à des conditions météo favorable aligne 4812,1 milles du 11e au 16e jour soit une moyenne de 802 milles/jour pendant 6 jours consécutifs.
Lors de la tentative de 2020, le 5 décembre, Thomas Coville, sur Sodebo Ultim 3, a parcouru 889,9 milles en 24h (37,1 nœuds de moyenne).
Lors de la tentative de 2024, le 21 décembre, François Gabart , sur SVR-Lazartigue, a parcouru 892,2 milles en 24h (37,2 nœuds de moyenne).

### Temps de passage
Plusieurs temps de passage, avec l’évolution chronologique des performances.

#### Ouessant-équateur (record officiel WSSRC)
Depuis la ligne de départ du trophée Jules-Verne (Ouessant) jusqu'à la latitude de l'équateur.
La vitesse moyenne sur ce tronçon est calculée sur la base d'un parcours théorique d'environ 3000 milles.
| Date             | Temps            | Vitesse (nœuds) | Skipper              | Bateau                    | Équipage |
| ---------------- | ---------------- | --------------- | -------------------- | ------------------------- | -------- |
| 21 janvier 2019  | 04 j 19 h 57 min | 25,87           | Yann Guichard        | Maxi Spindrift 2          | Équipage |
| 27 novembre 2015 | 04 j 21 h 43 min | 25,48           | Yann Guichard        | Maxi Spindrift 2          | Équipage |
| 26 décembre 2024 | 05 j 03 h 21 min | 24,32           | Thomas Coville       | Sodebo Ultim 3            | Équipage |
| 15 janvier 2021  | 05 j 13 h 14 min | 22,52           | Franck Cammas        | Maxi Edmond de Rothschild | Équipage |
| 27 novembre 2011 | 05 j 14 h 55 min | 22,24           | Loïck Peyron         | Maxi Banque Populaire V   | Équipage |
| 11 novembre 2009 | 05 j 15 h 23 min | 22,16           | Franck Cammas        | Groupama 3                | Équipage |
| 30 janvier 2008  | 06 j 06 h 24 min | 19,95           | Franck Cammas        | Groupama 3                | Équipage |
| 27 janvier 2003  | 06 j 11 h 26 min | 19,30           | Olivier de Kersauson | Géronimo                  | Équipage |

#### Ouessant - cap de Bonne-Espérance (Record non homologué WSSRC)
| Date             | Temps            | Skipper              | Pays   | Bateau                    | Classe     | Équipage |
| ---------------- | ---------------- | -------------------- | ------ | ------------------------- | ---------- | -------- |
| 21 janvier 2021  | 11 j 09 h 53 min | Franck Cammas        | France | Maxi Edmond de Rothschild | Multicoque | Équipage |
| 4 décembre 2011  | 11 j 21 h 48 min | Loïck Peyron         | France | Maxi Banque Populaire V   | Multicoque | Équipage |
| 7 décembre 2020  | 12 j 02 h 05 min | Thomas Coville       | France | Sodebo Ultim 3            | Multicoque | Équipage |
| 29 décembre 2016 | 12 j 19 h 28 min | Francis Joyon        | France | Idec Sport                | Multicoque | Équipage |
| 6 février 2008   | 13 j 06 h 01 min | Franck Cammas        | France | Groupama 3                | Multicoque | Équipage |
| 14 février 2005  | 14 j 08 h 19 min | Bruno Peyron         | France | Orange II                 | Multicoque | Équipage |
| 6 février 2003   | 16 j 14 h 35 min | Olivier de Kersauson | France | Géronimo                  | Multicoque | Équipage |
| 15 février 2002  | 18 j 18 h 40 min | Bruno Peyron         | France | Orange                    | Multicoque | Équipage |

#### Ouessant - cap Leeuwin (Record non homologué WSSRC)
- Limite est : cap Leeuwin (Australie), en coupant le méridien 115° 08′ 11″ E

| Date             | Temps            | Skipper              | Pays   | Bateau                  | Classe     | Équipage |
| ---------------- | ---------------- | -------------------- | ------ | ----------------------- | ---------- | -------- |
| 2 janvier 2017   | 17 j 06 h 59 min | Francis Joyon        | France | Idec Sport              | Multicoque | Équipage |
| 12 décembre 2011 | 17 j 23 h 57 min | Loïck Peyron         | France | Maxi Banque Populaire V | Multicoque | Équipage |
| 14 février 2005  | 21 j 13 h 00 min | Bruno Peyron         | France | Orange II               | Multicoque | Équipage |
| 6 février 2003   | 26 j 04 h 53 min | Olivier de Kersauson | France | Géronimo                | Multicoque | Équipage |
| 26 février 2002  | 29 j 07 h 22 min | Bruno Peyron         | France | Orange                  | Multicoque | Équipage |

#### Ouessant - Océan Indien - Tasmanie (Record non homologué WSSRC)
- Limite est : cap du Sud-Est (Tasmanie), en coupant le méridien 146° 49′ E

| Date             | Temps            | Skipper       | Pays   | Bateau                  | Classe     | Équipage |
| ---------------- | ---------------- | ------------- | ------ | ----------------------- | ---------- | -------- |
| 4 janvier 2017   | 18 j 18 h 31 min | Francis Joyon | France | Idec Sport              | Multicoque | Équipage |
| 12 décembre 2015 | 20 j 04 h 37 min | Yann Guichard | France | Maxi Spindrift 2        | Multicoque | Équipage |
| 12 décembre 2011 | 20 j 07 h 11 min | Loïck Peyron  | France | Maxi Banque Populaire V | Multicoque | Équipage |
| 25 février 2010  | 22 j 20 h 27 min | Franck Cammas | France | Groupama 3              | Multicoque | Équipage |
| 13 février 2008  | 23 j 09 h 53 min | Franck Cammas | France | Groupama 3              | Multicoque | Équipage |
| 17 février 2005  | 23 j 19 h 23 min | Bruno Peyron  | France | Orange II               | Multicoque | Équipage |

#### Ouessant - antiméridien (Record non homologué WSSRC)
| Date             | Temps            | Skipper              | Pays   | Bateau                  | Classe     | Équipage |
| ---------------- | ---------------- | -------------------- | ------ | ----------------------- | ---------- | -------- |
| 5 janvier 2017   | 20 j 07 h 01 min | Francis Joyon        | France | Idec Sport              | Multicoque | Équipage |
| 15 décembre 2015 | 22 j 07 h 43 min | Yann Guichard        | France | Maxi Spindrift 2        | Multicoque | Équipage |
| 15 décembre 2015 | 22 j 09 h 48 min | Francis Joyon        | France | Idec Sport              | Multicoque | Équipage |
| 15 décembre 2011 | 22 j 11 h 34 min | Loïck Peyron         | France | Maxi Banque Populaire V | Multicoque | Équipage |
| 25 mars 2010     | 25 j 07 h 36 min | Franck Cammas        | France | Groupama 3              | Multicoque | Équipage |
| 19 février 2005  | 25 j 21 h 33 min | Bruno Peyron         | France | Orange II               | Multicoque | Équipage |
| 11 février 2003  | 31 j 22 h 53 min | Olivier de Kersauson | France | Géronimo                | Multicoque | Équipage |
| 3 mars 2002      | 34 j 09 h 20 min | Bruno Peyron         | France | Orange                  | Multicoque | Équipage |

#### Ouessant - cap Horn (Record non homologué WSSRC)
| Date             | Temps            | Skipper              | Pays   | Bateau                  | Classe     | Équipage |
| ---------------- | ---------------- | -------------------- | ------ | ----------------------- | ---------- | -------- |
| 12 janvier 2017  | 26 j 15 h 45 min | Francis Joyon        | France | Idec Sport              | Multicoque | Équipage |
| 22 décembre 2015 | 30 j 04 h 07 min | Yann Guichard        | France | Maxi Spindrift 2        | Multicoque | Équipage |
| 23 décembre 2011 | 30 j 22 h 19 min | Loïck Peyron         | France | Maxi Banque Populaire V | Multicoque | Équipage |
| 3 mars 2010      | 32 j 04 h 34 min | Franck Cammas        | France | Groupama 3              | Multicoque | Équipage |
| 27 février 2005  | 32 j 13 h 29 min | Bruno Peyron         | France | Orange II               | Multicoque | Équipage |
| 21 février 2003  | 41 j 16 h 27 min | Olivier de Kersauson | France | Géronimo                | Multicoque | Équipage |
| 27 février 2002  | 42 j 02 h 52 min | Bruno Peyron         | France | Orange                  | Multicoque | Équipage |

#### Ouessant - Équateur (retour) (Record non homologué WSSRC)
| Date             | Temps            | Skipper              | Pays   | Bateau                  | Classe     | Équipage |
| ---------------- | ---------------- | -------------------- | ------ | ----------------------- | ---------- | -------- |
| 20 janvier 2017  | 35 j 04 h 45 min | Francis Joyon        | France | Idec Sport              | Multicoque | Équipage |
| 30 décembre 2011 | 38 j 02 h 46 min | Loïck Peyron         | France | Maxi Banque Populaire V | Multicoque | Équipage |
| 27 février 2005  | 40 j 19 h 05 min | Bruno Peyron         | France | Orange II               | Multicoque | Équipage |
| 27 février 2004  | 54 j 02 h 52 min | Olivier de Kersauson | France | Géronimo                | Multicoque | Équipage |
| 27 février 2002  | 53 j 04 h 49 min | Bruno Peyron         | France | Orange                  | Multicoque | Équipage |

### Records intermédiaires
Quatre records officiels peuvent concerner les challengers du Trophée Jules Verne selon les règles édictées par le WSSRC :
- océan Atlantique Nord de Ouessant à l'équateur ;
- équateur-équateur en passant le cap des aiguilles (sud Afrique) puis le Cap Horn ;
- océan Indien du cap des aiguilles au cap du Sud-Est (Tasmanie), en coupant le méridien 146° 49′ E ;
- océan Pacifique du cap du Sud-Est (Tasmanie), en coupant le méridien 146° 49′ E, au Cap Horn en coupant le méridien 67° 16' W.

#### Équateur-cap de Bonne-Espérance (hors WSSRC)
Depuis l'océan Atlantique, à la latitude de l'équateur jusqu'à la longitude du cap de Bonne-Espérance.
| Date             | Temps           | Skipper           | Bateau                    | Classe     | Équipage |
| ---------------- | --------------- | ----------------- | ------------------------- | ---------- | -------- |
| 6 décembre 2021  | 5 j 20 h 39 min | Cammas/Caudrelier | Maxi Edmond de Rothschild | Multicoque | Équipage |
| 4 décembre 2011  | 6 j 06 h 53 min | Loïck Peyron      | Maxi Banque Populaire V   | Multicoque | Équipage |
| 1er janvier 2025 | 6 j 11 h 50 min | Thomas Coville    | Sodebo Ultim 3            | Multicoque | Équipage |
| 6 décembre 2020  | 6 j 16 h 15 min | Thomas Coville    | Sodebo Ultim 3            | Multicoque | Équipage |
| 4 décembre 2015  | 7 j 00 h 35 min | Yann Guichard     | Maxi Spindrift 2          | Multicoque | Équipage |
| 6 février 2008   | 7 j 02 h 23 min | Franck Cammas     | Groupama 3                | Multicoque | Équipage |
| 7 février 2005   | 7 j 05 h 23 min | Bruno Peyron      | Orange II                 | Multicoque | Équipage |

#### Équateur-Cap Horn (non officiel WSSRC)
Depuis l'océan Atlantique :
- équateur ;
- cap des Aiguilles (Afrique du Sud) ;
- tour de l'Antarctique ;
- cap Horn ;

| Date             | Temps            | Skipper       | Pays   | Bateau                  | Classe     | Équipage |
| ---------------- | ---------------- | ------------- | ------ | ----------------------- | ---------- | -------- |
| 22 décembre 2015 | 25 j 06 h 38 min | Yann Guichard | France | Maxi Spindrift 2        | Multicoque | Équipage |
| 23 décembre 2011 | 25 j 07 h 23 min | Loïck Peyron  | France | Maxi Banque Populaire V | Multicoque | Équipage |
| 6 mars 2005      | 25 j 10 h 33 min | Bruno Peyron  | France | Orange II               | Multicoque | Équipage |
| 22 décembre 2015 | 26 j 00 h 46 min | Francis Joyon | France | Idec Sport              | Multicoque | Équipage |
| 4 mars 2010      | 26 j 09 h 27 min | Franck Cammas | France | Groupama 3              | Multicoque | Équipage |

#### Équateur-équateur (officiel WSSRC)
Depuis l'océan Atlantique :
- équateur ;
- cap des Aiguilles (Afrique du Sud) ;
- tour de l'Antarctique ;
- cap Horn ;
- équateur.

| Date             | Temps            | Skipper       | Pays   | Bateau                  | Classe     | Équipage |
| ---------------- | ---------------- | ------------- | ------ | ----------------------- | ---------- | -------- |
| 30 décembre 2011 | 32 j 11 h 51 min | Loïck Peyron  | France | Maxi Banque Populaire V | Multicoque | Équipage |
| 6 mars 2005      | 33 j 16 h 06 min | Bruno Peyron  | France | Orange II               | Multicoque | Équipage |
| 31 décembre 2015 | 34 j 08 h 02 min | Yann Guichard | France | Maxi Spindrift 2        | Multicoque | Équipage |
| 1er janvier 2016 | 35 j 13 h 52 min | Francis Joyon | France | Idec Sport              | Multicoque | Équipage |
| 14 mars 2010     | 36 j 02 h 03 min | Franck Cammas | France | Groupama 3              | Multicoque | Équipage |

#### Océan Indien (officiel WSSRC)
- Limite ouest : cap des Aiguilles (Afrique du Sud), en coupant le méridien 20° E
- Limite est : cap du Sud-Est (Tasmanie), en coupant le méridien 146° 49′ E

| Date             | Temps            | Skipper       | Pays   | Bateau                  | Classe     | Équipage |
| ---------------- | ---------------- | ------------- | ------ | ----------------------- | ---------- | -------- |
| 12 décembre 2015 | 7 j              | Francis Joyon | France | Idec Sport              | Multicoque | Équipage |
| 12 décembre 2015 | 8 j 04 h 45 min  | Yann Guichard | France | Maxi Spindrift 2        | Multicoque | Équipage |
| 12 décembre 2011 | 8 j 07 h 23 min  | Loïck Peyron  | France | Maxi Banque Populaire V | Multicoque | Équipage |
| 25 février 2010  | 8 j 17 h 39 min, | Franck Cammas | France | Groupama 3              | Multicoque | Équipage |
| 17 février 2005  | 9 j 11 h 04 min  | Bruno Peyron  | France | Orange II               | Multicoque | Équipage |

#### Océan Indien (sortie cap Leeuwin, non officiel)
- Limite ouest : cap des Aiguilles (Afrique du Sud), en coupant le méridien 20° E
- Limite est : cap Leeuwin (Australie), en coupant le méridien 115° 08′ 11″ E

| Date             | Temps           | Skipper              | Pays   | Bateau                  | Classe     | Équipage |
| ---------------- | --------------- | -------------------- | ------ | ----------------------- | ---------- | -------- |
| 2 janvier 2017   | 4 j 09 h 37 min | Francis Joyon        | France | Idec Sport              | Multicoque | Équipage |
| 11 décembre 2015 | 5 j 11 h 23 min | Francis Joyon        | France | Idec Sport              | Multicoque | Équipage |
| 12 décembre 2011 | 6 j 00 h 07 min | Loïck Peyron         | France | Maxi Banque Populaire V | Multicoque | Équipage |
| 25 février 2010  | 6 j 22 h 34 min | Franck Cammas        | France | Groupama 3              | Multicoque | Équipage |
| 17 février 2005  | 7 j 05 h 35 min | Bruno Peyron         | France | Orange II               | Multicoque | Équipage |
| 8 janvier 2004   | 9 j 14 h 22 min | Olivier de Kersauson | France | Géronimo                | Multicoque | Équipage |

#### Océan Pacifique (officiel WSSRC)
- Limite ouest : cap du Sud-Est (Tasmanie), en coupant le méridien 146° 49′ E
- Limite est : cap Horn, en coupant le méridien 67° 16′ W

| Date             | Temps            | Skipper       | Pays   | Bateau                  | Classe     | Équipage |
| ---------------- | ---------------- | ------------- | ------ | ----------------------- | ---------- | -------- |
| 12 janvier 2017  | 07 j 21 h 14 min | Francis Joyon | France | Idec Sport              | Multicoque | Équipage |
| 25 février 2005  | 08 j 18 h 08 min | Bruno Peyron  | France | Orange II               | Multicoque | Équipage |
| 3 mars 2010      | 08 j 18 h 41 min | Franck Cammas | France | Groupama 3              | Multicoque | Équipage |
| 22 décembre 2015 | 09 j 23 h 30 min | Yann Guichard | France | Maxi Spindrift 2        | Multicoque | Équipage |
| 23 décembre 2011 | 10 j 15 h 07 min | Loïck Peyron  | France | Maxi Banque Populaire V | Multicoque | Équipage |
| 23 décembre 2015 | 10 j 23 h 10 min | Francis Joyon | France | Idec Sport              | Multicoque | Équipage |

#### Cap Horn-équateur (hors WSSRC)
Depuis le cap Horn, en coupant le méridien 67° 16′ W, jusqu'à l'équateur
| Date             | Temps            | Skipper       | Pays   | Bateau                  | Classe     | Équipage |
| ---------------- | ---------------- | ------------- | ------ | ----------------------- | ---------- | -------- |
| 30 décembre 2011 | 07 j 04 h 27 min | Loïck Peyron  | France | Maxi Banque Populaire V | Multicoque | Équipage |
| 26 février 2005  | 08 j 05 h 36 min | Bruno Peyron  | France | Orange II               | Multicoque | Équipage |
| 31 décembre 2015 | 09 j 09 h 24 min | Yann Guichard | France | Maxi Spindrift 2        | Multicoque | Équipage |
| 1er janvier 2016 | 09 j 13 h 06 min | Francis Joyon | France | Idec Sport              | Multicoque | Équipage |
| 14 mars 2010     | 09 j 16 h 35 min | Franck Cammas | France | Groupama 3              | Multicoque | Équipage |
| 2002             | 11 j 01 h 57 min | Bruno Peyron  | France | Orange                  | Multicoque | Équipage |

#### Équateur-Ouessant (hors WSSRC)
Depuis l'équateur (2e passage) jusqu'à la ligne d'arrivée du trophée Jules-Verne.
| Date           | Temps            | Skipper       | Pays   | Bateau                  | Classe     | Équipage |
| -------------- | ---------------- | ------------- | ------ | ----------------------- | ---------- | -------- |
| 20 mars 2010   | 06 j 10 h 44 min | Franck Cammas | France | Groupama 3              | Multicoque | Équipage |
| 7 janvier 2016 | 06 j 23 h 56 min | Francis Joyon | France | Idec Sport              | Multicoque | Équipage |
| 6 janvier 2012 | 07 j 10 h 58 min | Loïck Peyron  | France | Maxi Banque Populaire V | Multicoque | Équipage |
| 7 janvier 2016 | 07 j 21 h 28 min | Yann Guichard | France | Maxi Spindrift 2        | Multicoque | Équipage |
| 8 mars 2005    | 09 j 21 h 15 min | Bruno Peyron  | France | Orange II               | Multicoque | Équipage |
| 2002           | 11 j 03 h 48 min | Bruno Peyron  | France | Orange                  | Multicoque | Équipage |

#### Cap Horn-Ouessant (hors WSSRC)
Depuis le cap Horn, en coupant le méridien 67° 16′ W, jusqu'à la ligne d'arrivée du trophée Jules-Verne.
| Date           | Temps            | Skipper       | Pays   | Bateau                  | Classe     | Équipage |
| -------------- | ---------------- | ------------- | ------ | ----------------------- | ---------- | -------- |
| 6 janvier 2012 | 14 j 15 h 25 min | Loïck Peyron  | France | Maxi Banque Populaire V | Multicoque | Équipage |
| 20 mars 2010   | 16 j 03 h 19 min | Franck Cammas | France | Groupama 3              | Multicoque | Équipage |
| 7 janvier 2016 | 16 j 13 h 02 min | Francis Joyon | France | Idec Sport              | Multicoque | Équipage |
| 7 janvier 2016 | 17 j 06 h 54 min | Yann Guichard | France | Maxi Spindrift 2        | Multicoque | Équipage |
| 8 mars 2005    | 18 j 02 h 39 min | Bruno Peyron  | France | Orange II               | Multicoque | Équipage |
| 2002           | 22 j 05 h 45 min | Bruno Peyron  | France | Orange                  | Multicoque | Équipage |

## Synthèse des temps par campagne
| Record Trophée Jules Verne |  | 2e temps |  | 3e temps |
| -------------------------- |  | -------- |  | -------- |

Tableau de synthèse des temps de passage pour les différentes campagnes.
| Skipper           | Date | Équateur         | Bonne Espérance  | Cap des Aiguilles | Cap Leeuwin                         | Tasmanie                            | Anti méridien                       | Cap Horn                            | Équateur retour                     | Ouessant                            |
| ----------------- | ---- | ---------------- | ---------------- | ----------------- | ----------------------------------- | ----------------------------------- | ----------------------------------- | ----------------------------------- | ----------------------------------- | ----------------------------------- |
| Bruno Peyron      | 1993 | 08 j 19 h 26 min | 21 j 12 h 48 min |                   | 33 j 07 h 48 min                    | 36 j 15 h 48 min                    | 40 j 02 h 40 min                    | 53 j 06 h 42 min                    | 66 j 13 h 05 min                    | 79 j 06 h 16 min                    |
| Peter Blake       | 1994 | 07 j 04 h 24 min | 19 j 17 h 53 min |                   | 29 j 16 h 01 min                    | 32 j 17 h 39 min                    | 36 j 10 h                           | 48 j 02 h 32 min                    | 61 j 11 h 35 min                    | 74 j 22 h 17 min                    |
| O. de Kersauson   | 1997 | 11 j 02 h        | 21 j 15 h 27 min |                   | 30 j 14 h 44 min                    | 33 j 05 h 13 min                    | 35 j 15 h 17 min                    | 46 j 16 h 57 min                    | 58 j 13 h 39 min                    | 71 j 14 h 18 min                    |
| Bruno Peyron      | 2002 | 07 j 22 h        | 18 j 18 h 40 min |                   | 29 j 07 h 22 min                    |                                     | 34 j 09 h 20 min                    | 42 j 02 h 52 min                    | 53 j 04 h 49 min                    | 64 j 08 h 37 min                    |
| O. de Kersauson   | 2003 | 06 j 11 h 26 min | 16 j 14 h 35 min |                   | 26 j 04 h 53 min                    |                                     | 31 j 22 h 53 min                    | 41 j 16 h 27 min                    | 53 j 09 h 37 min                    | 68 j 01 h 58 min                    |
| Steve Fossett     | 2004 | 08 j 06 h 28 min | 17 j 23 h 29 min |                   | 25 j 14 h 08 min                    |                                     | 30 j 22 h 47 min                    | 39 j 16 h 16 min                    | 50 j 03 h 03 min                    | 58 j 09 h 32 min                    |
| Bruno Peyron      | 2005 | 07 j 02 h 56 min | 14 j 05 h 21 min | 14 j 08 h 19 min  | 21 j 13 h                           | 23 j 19 h 23 min                    | 25 j 21 h 33 min                    | 32 j 13 h 29 min                    | 40 j 19 h 05 min                    | 50 j 16 h 20 min                    |
| Franck Cammas     | 2009 | 05 j 15 h 23 min | 14 j 13 h 31 min | 14 j 15 h 48 min  | 21 j 14 h 22 min                    | 22 j 20 h 27 min                    | 25 j 07 h 36 min                    | 32 j 04 h 34 min                    | 41 j 21 h 09 min                    | 48 j 07 h 44 min                    |
| Loïck Peyron      | 2011 | 05 j 14 h 55 min | 11 j 21 h 48 min | 11 j 23 h 49 min  | 17 j 23 h 57 min                    | 20 j 07 h 11 min                    | 22 j 11 h 34 min                    | 30 j 22 h 19 min                    | 38 j 02 h 46 min                    | 45 j 13 h 42 min                    |
| Francis Joyon     | 2015 | 05 j 05 h 01 min | 13 j 05 h 11 min | 13 j 09 h 15 min  | 18 j 20 h 37 min                    | 20 j 08 h 18 min                    | 22 j 09 h 48 min                    | 31 j 01 h 47 min                    | 40 j 14 h 53 min                    | 47 j 14 h 47 min                    |
| Yann Guichard     | 2015 | 04 j 21 h 45 min | 11 j 22 h 04 min | 12 j 00 h 02 min  | 18 j 11 h 25 min                    | 20 j 04 h 37 min                    | 22 j 07 h 43 min                    | 30 j 04 h 07 min                    | 39 j 13 h 31 min                    | 47 j 10 h 59 min                    |
| Francis Joyon     | 2016 | 05 j 18 h 59 min | 12 j 19 h 28 min | 12 j 21 h 22 min  | 17 j 06 h 59 min                    | 18 j 18 h 31 min                    | 20 j 07 h 04 min                    | 26 j 15 h 45 min                    | 35 j 04 h 09 min                    | 40 j 23 h 30 min                    |
| Yann Guichard     | 2019 | 04 j 19 h 57 min | 12 j 13 h 02 min | 12 j 14 h 52 min  | Abandon le 16e jour (avarie safran) | Abandon le 16e jour (avarie safran) | Abandon le 16e jour (avarie safran) | Abandon le 16e jour (avarie safran) | Abandon le 16e jour (avarie safran) | Abandon le 16e jour (avarie safran) |
| Thomas Coville    | 2020 | 05 j 09 h 50 min | 12 j 02 h 05 min | 12 j 03 h 45 min  | Abandon le 16e jour (avarie safran) | Abandon le 16e jour (avarie safran) | Abandon le 16e jour (avarie safran) | Abandon le 16e jour (avarie safran) | Abandon le 16e jour (avarie safran) | Abandon le 16e jour (avarie safran) |
| Cammas/Caudrelier | 2021 | 05 j 13 h 14 min | 11 j 09 h 53 min | 11 j 14 h 03 min  | Abandon le 13e jour (avarie safran) | Abandon le 13e jour (avarie safran) | Abandon le 13e jour (avarie safran) | Abandon le 13e jour (avarie safran) | Abandon le 13e jour (avarie safran) | Abandon le 13e jour (avarie safran) |
| Thomas Coville    | 2024 | 05 j 03 h 21 min | 11 j 15 h 11 min | 11 j 18 h 34 min  | Abandon le 16e jour (avarie safran) | Abandon le 16e jour (avarie safran) | Abandon le 16e jour (avarie safran) | Abandon le 16e jour (avarie safran) | Abandon le 16e jour (avarie safran) | Abandon le 16e jour (avarie safran) |

Tableaux de synthèse des temps intermédiaires pour les différentes campagnes.
| Skipper           | Date | Ouessant Équateur | Équateur B. Espérance | B. Espérance Cap Leeuwin            | Cap Leeuwin Cap Horn                | Cap Horn Équateur retour            | Équateur retour Ouessant            |
| ----------------- | ---- | ----------------- | --------------------- | ----------------------------------- | ----------------------------------- | ----------------------------------- | ----------------------------------- |
| Thomas Coville    | 2024 | 05 j 03 h 21 min  | 06 j 11 h 50 min      | Abandon le 16e jour (avarie safran) | Abandon le 16e jour (avarie safran) | Abandon le 16e jour (avarie safran) | Abandon le 16e jour (avarie safran) |
| Cammas/Caudrelier | 2021 | 05 j 13 h 14 min  | 05 j 20 h 39 min      | Abandon le 13e jour (avarie safran) | Abandon le 13e jour (avarie safran) | Abandon le 13e jour (avarie safran) | Abandon le 13e jour (avarie safran) |
| Thomas Coville    | 2020 | 05 j 09 h 50 min  | 06 j 16 h 15 min      | Abandon le 16e jour (avarie safran) | Abandon le 16e jour (avarie safran) | Abandon le 16e jour (avarie safran) | Abandon le 16e jour (avarie safran) |
| Yann Guichard     | 2019 | 04 j 19 h 57 min  | 07 j 17 h 11 min      | Abandon le 16e jour (avarie safran) | Abandon le 16e jour (avarie safran) | Abandon le 16e jour (avarie safran) | Abandon le 16e jour (avarie safran) |
| Francis Joyon     | 2016 | 05 j 18 h 59 min  | 07 j 00 h 29 min      | 04 j 11 h 31 min                    | 09 j 08 h 46 min                    | 08 j 12 h 24 min                    | 05 j 19 h 21 min                    |
| Loïck Peyron      | 2011 | 05 j 14 h 55 min  | 06 j 06 h 53 min      | 06 j 02 h 09 min                    | 12 j 22 h 22 min                    | 07 j 04 h 27 min                    | 07 j 10 h 58 min                    |
| Yann Guichard     | 2015 | 04 j 21 h 43 min  | 07 j 00 h 35 min      | 06 j 13 h 21 min                    | 12 j 06 h 03 min                    | 09 j 09 h 24 min                    | 07 j 21 h 28 min                    |
| Francis Joyon     | 2015 | 05 j 05 h 01 min  | 08 j 04 h 10 min      | 05 j 15 h 26 min                    | 12 j 05 h 10 min                    | 09 j 13 h 06 min                    | 06 j 23 h 56 min                    |
| Franck Cammas     | 2009 | 05 j 15 h 23 min  | 07 j 02 h 23 min      | 07 j 00 h 51 min                    | 10 j 14 h 12 min                    | 09 j 16 h 35 min                    | 06 j 10 h 44 min                    |
| Bruno Peyron      | 2005 | 07 j 02 h 56 min  | 07 j 05 h 23 min      | 07 j 07 h 39 min                    | 12 j 00 h 29 min                    | 08 j 05 h 36 min                    | 09 j 21 h 15 min                    |
| O. de Kersauson   | 2003 | 06 j 11 h 26 min  | 10 j 03 h 09 min      | 09 j 09 h 18 min                    | 15 j 11 h 34 min                    | 11 j 17 h 10 min                    | 14 j 15 h 21 min                    |
| Bruno Peyron      | 2002 | 07 j 22 h 00 min  | 10 j 20 h 40 min      | 12 j 19 h 30 min                    | 10 j 12 h 42 min                    | 11 j 01 h 57 min                    | 11 j 03 h 48 min                    |

| Skipper         | Date | B. Espérance Cap Horn | Équateur WSSRC   | Équateur Cap Horn | Cap Horn Ouessant | Indien WSSRC     | Pacifique WSSRC  |
| --------------- | ---- | --------------------- | ---------------- | ----------------- | ----------------- | ---------------- | ---------------- |
| Francis Joyon   | 2016 | 13 j 20 h 13 min      | 29 j 09 h 10 min | 20 j 20 h 46 min  | 14 j 07 h 45 min  | 05 j 21 h 09 min | 07 j 21 h 14 min |
| Loïck Peyron    | 2011 | 19 j 00 h 31 min      | 32 j 11 h 51 min | 25 j 07 h 23 min  | 14 j 15 h 25 min  | 08 j 07 h 23 min | 10 j 15 h 07 min |
| Yann Guichard   | 2015 | 18 j 06 h 03 min      | 34 j 08 h 02 min | 25 j 06 h 38 min  | 17 j 06 h 54 min  | 08 j 04 h 45 min | 09 j 23 h 30 min |
| Francis Joyon   | 2015 | 17 j 20 h 36 min      | 35 j 13 h 52 min | 26 j 00 h 46 min  | 16 j 13 h 02 min  | 07 j 00 h 00 min | 10 j 23 h 10 min |
| Franck Cammas   | 2009 | 17 j 15 h 03 min      | 36 j 02 h 03 min | 26 j 09 h 27 min  | 16 j 03 h 19 min  | 08 j 17 h 39 min | 08 j 18 h 41 min |
| Bruno Peyron    | 2005 | 18 j 08 h 08 min      | 33 j 16 h 06 min | 25 j 03 h 35 min  | 18 j 02 h 39 min  | 09 j 11 h 04 min | 08 j 18 h 08 min |
| O. de Kersauson | 2003 | 25 j 01 h 52 min      | 46 j 22 h 11 min | 35 j 05 h 01 min  | 16 j 07 h 31 min  |                  |                  |
| Bruno Peyron    | 2002 | 23 j 08 h 12 min      | 45 j 06 h 49 min | 34 j 04 h 52 min  | 22 j 05 h 45 min  |                  |                  |

## Le trophée du défi Jules-Verne
Le trophée est réalisé en 1992 par l'artiste américain Thomas Shannon en fonte d'aluminium poli et verre en fonction de la commande passée par le Ministère de la Culture. Le Trophée Jules-Verne est depuis sa création conservé et exposé au Musée national de la Marine.
Le trophée est une sculpture originale en forme de carène, une coque épurée en sustentation sur un champ magnétique, comme flottant dans l'espace, retenue par un câble comme un mouillage retient un navire. Ses formes sont définies par un ensemble de courbes proportionnelles. Toutes les dimensions de ce trophée sont liées à une symbolique rigoureuse, proportionnelles aux circonférences des astres dont l'influence est déterminante sur les marées et la navigation. Ainsi, si le maître-bau (la plus grande largeur de la coque) correspond au diamètre de la Terre, le rayon de chaque extrémité est proportionnel à celui de la lune, tandis que le rayon de la courbure des membrures est proportionnel à celui du soleil. Sur le socle en fonte d'aluminium sont gravés les noms des marins ayant remporté le trophée.

## Temps de références sur des courses similaires

### Solitaire
Depuis le record de Francis Joyon en 2004, toutes les tentatives en multicoque se font sur le modèle du Trophée Jules-Verne (trajet similaire, aucune escale).

#### Multicoque
| Année | Temps                  | Vitesse moyenne (nœuds) | Skipper              | Pays        | Bateau              | Longueur du trimaran | Divers       |
| ----- | ---------------------- | ----------------------- | -------------------- | ----------- | ------------------- | -------------------- | ------------ |
| 2017  | 042 j 16 h 40 min 35 s | 27,20                   | François Gabart      | France      | Macif               | 100 pieds            | Sans escale  |
| 2016  | 049 j 03 h 07 min 38 s | 24,08                   | Thomas Coville       | France      | Sodebo Ultim'       | 110 pieds            | Sans escale  |
| 2008  | 057 j 13 h 34 min 06 s | 20,56                   | Francis Joyon        | France      | IDEC                | 95 pieds             | Sans escale  |
| 2005  | 071 j 14 h 18 min 33 s | 16,53                   | Ellen MacArthur      | Royaume-Uni | B&Q/Castorama       | 75 pieds             | Sans escale  |
| 2004  | 072 j 22 h 54 min 22 s | 16,22                   | Francis Joyon        | France      | IDEC                | 90 pieds             | Sans escale  |
| 1989  | 125 j                  | 09,46                   | Olivier de Kersauson | France      | Un autre regard     | 75 pieds             | Deux escales |
| 1988  | 129 j 19 h 17 min      | 09,10                   | Philippe Monnet      | France      | Kriter Brut de Brut | 77 pieds             | Deux escales |
| 1973  | 169 j                  | 07 0                    | Alain Colas          | France      | Manureva            | 68 pieds             | Une escale   |

#### Monocoque
Le Vendée Globe est une course en solitaire sans escale ni assistance, opposant des voiliers monocoques de type 60 pieds IMOCA, au départ aux Sables-d'Olonne puis suivant le même parcours et retour aux Sables-d'Olonne. La distance totale de 40 075 kilomètres soit 21 638 milles nautiques (24 410,89 milles, soit environ 45 000 km en tenant compte de la zone d'exclusion antarctique) est supérieure d'une quarantaine de milles par rapport à celle du trophée Jules-Verne, de l'ordre de seulement 0,1 % de la distance totale.
| Année       | Temps             | Skipper            | Pays        | Bateau                  | Divers                              |
| ----------- | ----------------- | ------------------ | ----------- | ----------------------- | ----------------------------------- |
| 2025 (jan)  | 064 j 19 h 22 min | Charlie Dalin      | France      | Macif santé prévoyance  | Vendée Globe 2024-2025              |
| 2021 (jan)  | 080 j 03 h 44 min | Yannick Bestaven   | France      | Maître CoQ IV           | Vendée Globe 2020-2021              |
| 2017 (jan)  | 074 j 03 h 35 min | Armel Le Cléac'h   | France      | Banque populaire VIII   | Vendée Globe 2016-2017              |
| 2013 (jan)  | 078 j 02 h 16 min | François Gabart    | France      | Macif                   | Vendée Globe 2012-2013              |
| 2009 (jan)  | 084 j 03 h 09 min | Michel Desjoyeaux  | France      | Foncia                  | Vendée Globe 2008-2009              |
| 2005 (fév)  | 087 j 10 h 45 min | Vincent Riou       | France      | PRB                     | Vendée Globe 2004-2005              |
| 2001 (fév)  | 093 j 03 h 57 min | Michel Desjoyeaux  | France      | PRB                     | Vendée Globe 2000-2001              |
| 1997 (fév)  | 105 j 20 h 31 min | Christophe Auguin  | France      | Geodis                  | Vendée Globe 1996-1997              |
| 1993 (mars) | 110 j 02 h 22 min | Alain Gautier      | France      | Bagages Superior        | Vendée Globe 1992-1993              |
| 1990 (mars) | 109 j 08 h 47 min | Titouan Lamazou    | France      | Écureuil d'Aquitaine II | Vendée Globe 1989-1990              |
| 1967        | 226 j             | Francis Chichester | Royaume-Uni | Gipsy Moth IV           | Une escale à Sydney                 |
| 1943        | 272 j             | Vito Dumas         | Argentine   | Lehg II                 | Tour de l'hémisphère Sud, 3 escales |

### En équipage
| Année | Temps                 | Skipper       | Pays       | Bateau   | Divers     |
| ----- | --------------------- | ------------- | ---------- | -------- | ---------- |
| 2004  | 58 j 09 h 32 min 45 s | Steve Fossett | États-Unis | Cheyenne | Multicoque |